# Куп ФСЈО 2017/18.
Куп ФСЈО 2017/18 почео је 7. марта 2018. године.

## Учешће
Ове сезоне у овом такмичењу право учешћа има 42 фудбалска клуба у Јабланичком округу.
- ФК Моравац Орион(Бранилац титуле)(Српска лига Исток)
- ФК Радан Лебане(Српска лига Исток)
- ФК Јединство Бошњаце(Српска лига Исток)
- ФК Власина(Зона Југ)
- ФК Дубочица(Зона Југ)
- ФК Слога Лесковац(Зона Југ)
- ФК Будућност Орашје(Зона Југ)
- ФК Пуста река Бојник(Зона Југ)
- ФК Јабланица Медвеђа(Зона Југ)
- ФК Вучје(Јабланичка Окружна лига)
- ФК Чекмин(Јабланичка Окружна лига)
- ФК Јединство Горње Стопање(Јабланичка Окружна лига)
- ФК Слога Липовица(Јабланичка Окружна лига)
- ФК Злоћудово(Јабланичка Окружна лига)
- ФК Јединство Грделица(Јабланичка Окружна лига)
- ФК Младост Винарце(Јабланичка Окружна лига)
- ФК Брза(Јабланичка Окружна лига)
- ФК Кумарево(Јабланичка Окружна лига)
- ФК Прогрес Ладовица(Јабланичка Окружна лига)
- ФК Железничар Брестовац(Јабланичка Окружна лига)
- ФК Полет Стајковце(Јабланичка Окружна лига)
- ФК Јединство Шишава(Јабланичка Окружна лига)
- ФК Бобиште(Јабланичка Окружна лига)
- ФК Млади Борац Живково(Јабланичка Окружна лига)
- ФК Умац Мирошевце(Јабланичка Окружна лига)
- ОФК Морава(Јабланичка Међуопштинска лига)
- ФК Шумадија Разгојна(Јабланичка Међуопштинска лига)
- ФК БСК Белановце(Јабланичка Међуопштинска лига)
- ФК Леминд 1953(Јабланичка Међуопштинска лига)
- ФК Радник Сушица Кукуловце(Јабланичка Међуопштинска лига)
- ФК Моравац Печењевце(Јабланичка Међуопштинска лига)
- ФК Плантажа Доње Стопање(Јабланичка Међуопштинска лига)
- ФК Раднички Пертате(Јабланичка Међуопштинска лига)
- ФК Братство Братмиловце(Јабланичка Међуопштинска лига)
- ФК Миланово(Јабланичка Међуопштинска лига)
- ФК Реал Доња Јајина(Јабланичка Међуопштинска лига)
- ФК Марјан МБ(Јабланичка Међуопштинска лига)
- ФК Градац Конопница(Јабланичка Међуопштинска лига)
- ФК Младост Батуловце(Јабланичка Међуопштинска лига)
- ФК Омладинац Доње Синковце(Јабланичка Међуопштинска лига)
- ФК ШФУ Дерби 2016 Власе(Јабланичка Међуопштинска лига)
- ФК Велико Трњане(Градска лига Лесковац
- ФК Навалин(Градска лига Лесковац)

## Прво коло
Жреб за прво коло одржан је 23. фебруара 2018. године.
У овој рунди учествују тимови Јабланичке Међуопштинске лиге и два тима Градске лиге Лесковац. Требало је да Мечеви буду одиграни 4. марта у 14:00 али су због временских услова померени за 7.март у 14:30.
- Моравац (П) 3-0 Велико Трњане
- Плантажа (ДС) 2-1 Шумадија (Р)
- Навалин 3-5 Миланово
- Леминд 1953 0-3 ШФУ Дерби 2016 (службено)
- Реал (ДЈ) 2-1 Радник Сушица
- Братство 5-1 Раднички (П)
- Градац 3-0 ОФК Морава (службено)
- Омладинац 3-0 Марјан МБ (службено)
- Младост (Б) 2-1 БСК

## Друго коло
Жреб за друго коло Купа ФСЈО одржан је 8.марта у 12:00.
Екипама које су прошле из 1. кола придружују се клубови из Јабланичке Окружне лиге.
ФК Реал Доња Јајина директно је прошао у 3. коло.
Мечеви 2. кола играју се 14. марта у 14:30.
- Младост (В) 2-4 Омладинац
- Миланово 7-2 Плантажа
- Железничар 1-1 Умац

(Пенали 3-1)
- Злоћудово 0-3 Јединство (ГС)

(Злоћудово је одустало)
- Јединство (Г) 0-3 ОФК Брза

(Јединство (Г) је одустало)
- Младост (Б) 3-1 Моравац (П)
- Јединство (Ш) 3-0 Млади Борац

(Млади Борац је одустао)
- ШФУ Дерби 2016 0-3 Полет

(ШФУ Дерби 2016 је одустао)
- Братство 3-0 Градац

(Градац је одустао)
- Прогрес 2-2 Кумарево 65

(Пенали 6-7)
- Вучје 3-0 Бобиште

(Бобиште је одустало)
- Слога (ЛИ) 1-2 Чекмин

## Треће коло
Жреб за треће коло одржан је 16.марта 2018 у 12:00.У трећем колу учествују сви тимови који су прошли из другог кола.
ФК Младост Батуловце је слободна екипа и обезбедила је пролаз у осмину финала купа ФСЈО.
Мечеви се играју 28.марта у 15:00
- ОФК Брза 0-3 Реал (ДЈ)

(ОФК Брза је одустала)
- Омладинац 1-6 Јединство (ГС)
- Братство 2-1 Миланово
- Чекмин 0-3 Кумарево 65
- Железничар 0-3 Вучје

(Железничар је одустао)
- Полет 1-1 Јединство (Ш)

(пенали 4-3)

## Осмина финала
Жреб за осмину финала одржан је 30.марта 2018.
У осмини финала екипама које су прошле из 3.кола придружили су се тимови из најјачих рангова Зоне Југ и Српске лиге Исток.
Утакмице су одигране 18.априла у 16:00.
- Јединство (ГС) 1-4 Пуста Река
- Вучје 0-3 Моравац Орион
- Кумарево 65 0-0 Слога (ЛЕ)

(пенали 5-4)
- Младост (Б) 0-4 Јединство (Б)
- Полет 0-3 Будућност (О)

(Полет је одустао)
- Реал (ДЈ) 0-1 Власина
- Братство 1-3 ГФК Дубочица
- Радан 2-0 Јабланица

## Четврфинале
Жреб за четврфинале купа ФСЈО одржан је 19.априла са почетком у 12:00.
- Кумарево 65 0-3 Јединство (Б)

(Кумарево 65 је одустало)
- Власина 3-0 Радан

(Радан је одустао)
- Моравац Орион 4-3 Пуста Река
- ГФК Дубочица 5-0 Будућност (О)

## Полуфинале
Жреб за полуфинале Купа ФСЈО одржан је 7.маја са почетком у 12:00.
Мечеви полуфинала Купа ФСЈО одиграни су 13.јуна у 17:30
- Јединство (Б) 4-2 ГФК Дубочица
- Власина 0-1 Моравац Орион

## Финале
Финале Купа ФСЈО одиграно је 16.јуна 2018. године са почетком у 18:00
- Моравац Орион 3-1 Јединство (Б)

Екипа Моравац Ориона је одбранила титулу коју је освојила прошле сезоне јер је у финалу савладала Јединство из Бошњаца са 3-1.